# Орден Томаша Ґарріґа Масарика
Óрден Тома́ше Ґа́рріґа Маса́рика (чеськ. Řád Tomáše Garrigue Masaryka) – є вищою державною нагородою Чеської Республіки та колишньої Чехословацької Федеративної Республіки. Був заснований у 1990 році, після Оксамитової революції як нагорода, призначена тільки для чехословацьких громадян. Відновлений у 1994 році після створення Чехії та поновлення незалежності Словацької Республіки. 
Президент Чехії нагороджує ним осіб, що внесли видатний внесок у розвиток демократії, гуманності та прав людини. Орден має п'ять класів, перший клас — найвищий. Орден названий на честь Томаша Ґарріґа Масарика (1850-1937), лідера руху за створення Чехословаччини та першого президента Чехословаччини.
Автором образотворчого рішення знаку є Владімір Оппл (чеськ. Vladimír Oppl). Знаком ордену є синя п'ятипроменева зірка з портретом Томаша Ґарріґа Масарика. З іншого боку — девіз "Вірні залишимося" (чеськ. Věrni zůstaneme). Знаки 1 і 2 ступеня доповнює восьмикінечна срібна промениста зірка, теж з портретом Т. Ґ. Масарика всередині.
Вручення ордену може відбуватися в орденські дні — 1 січня і 28 жовтня. Орден має право носити тільки нагороджений. Якщо кавалер ордену, який є громадянином Чехії, помирає, то знак ордену повертається в Канцелярію президента республіки. По смерті удостоєних ордену іноземних громадян знак ордену та документи залишаються спадкоємцям. Якщо спадкоємців немає, знак повертається в Канцелярію президента республіки.
Згідно із законом президент Чеської Республіки має титул 1 ступеня ордену, після припинення повноважень може бути залишений довічно спільною резолюцією Палати депутатів Парламенту і Сенату.

## Ступені
| 1 ступеня |
| 2 ступеня |
| 3 ступеня |
| 4 ступеня |
| 5 ступеня |

## Серед нагороджених
- Збігнєв Бжезінський
- Вацлав Гавел
- Мілош Земан
- Генрі Кіссінджер
- Людвіг Чех